# Isaac Kipsang
Isaac Kipsang Temoi (20 febbraio 1999) è un mezzofondista keniota.

## Palmarès
| Anno | Manifestazione | Sede  | Evento        | Risultato | Prestazione | Note |
| ---- | -------------- | ----- | ------------- | --------- | ----------- | ---- |
| 2018 | Africani       | Asaba | 10000 m piani | 5º        | 29'25"55    |      |

## Campionati nazionali
2018
- Bronzo ai campionati kenioti, 10000 m piani - 28'27"55

## Altre competizioni internazionali
2019
- Bronzo alla Mezza maratona di Lisbona ( Lisbona) - 59'44"
- 15º alla Mezza maratona di Copenaghen ( Copenaghen) - 1h01'50"
- 25º alla Mezza maratona di Valencia ( Valencia) - 1h02'13"

2021
- 9º alla Mezza maratona di Lisbona ( Lisbona) - 59'52"
- Argento alla Mezza maratona del Portogallo ( Lisbona) - 1h01'23"

2022
- 5º alla Mezza maratona di Lisbona ( Lisbona) - 1h01'58"

2023
- 5ª alla Maratona di Abu Dhabi ( Abu Dhabi) - 2h11'34"